# Alessandro Castagna
Alessandro Castagna (Aosta, 11 novembre 1966) è un allenatore di calcio ed ex calciatore italiano, di ruolo centrocampista.

## Carriera
Collezionò 425 presenze nei campionati professionistici in Serie B/C1/C2 (dal 1985/2003) e circa 103 presenze in campionati dilettantistici. Nei dilettanti tra l’altro ha militato in squadre dove ha sempre vinto i rispettivi campionati e 1 coppa Italia di categoria con il Moncalieri. Ha giocato appunto nel Moncalieri (partiti dall’eccellenza e in tre anni arrivati in Serie C) e Ivrea (due vittorie del campionato di serie D consecutive di cui però uno perso allo spareggio con il Savona)
Ha siglato due reti in serie b nella partita Lucchese-Reggina del 5/05/1991 terminata 2-2 (sua la rete al 75º del definitivo pareggio) e in Modena- Lucchese (11/11/1990) terminata 0-1 per Lucchese. Suo il goal vittoria su assist di Simonetta. Nn era un esterno che faceva tanti goal ma per contro faceva parecchi assist soprattutto su cross dal fondo circa 6/7 ogni campionato

## Palmarès

### Club

#### Serie B
Lucchese: 1990-1991
Taranto: 1992-1993

#### Serie C
Asti: 1985-1986-1987
Casale: 1987-1988-1989
Mantova: 1989-1990
Vicenza: 1991-1992
Giarre: 1993-1994
Pro Vercelli: 1994-1995-1996
Livorno: 1996-1997
Catanzaro: 1997-1998
Moncalieri:2000-2001
Ivrea: 2003-2004
Competizioni Dilettantistiche
- Serie D: 1

Moncalieri: 1999-2000
Ivrea: 2001-2002-2003
- Eccellenza: 1

Moncalieri: 1998-1999